# Wormaldia gabriella
Wormaldia gabriella là một loài Trichoptera trong họ Philopotamidae. Chúng phân bố ở miền Tân bắc.